# Sd.Kfz. 8
Sd.Kfz. 8 schwerer Zugkraftwagen 12 t (trattore pesante da 12 t): è questo il nome di uno dei più grossi e potenti semicingolati mai costruiti per l'esercito tedesco.

## Caratteristiche
La designazione di tali mezzi non seguiva una logica chiaramente identificabile, così accadde che questo mezzo, nonostante il numero "8", fosse in realità il primo semicingolato ad entrare in servizio nell'esercito tedesco. La Daimler-Benz ebbe infatti il merito di sviluppare un progetto di semicingolati addirittura durante la Prima guerra mondiale, ma tale mezzo, chiamato Marienwagen, pur venendo prodotto non lasciò segni apprezzabili della sua presenza.
Nel primo dopoguerra la Daimler-Benz non rimase senza tentare ancora la via dei semicingolati, e dopo un decennio e passa di varie vicissitudini, nel 1931 arrivò la configurazione del veicolo destinata ad essere quella definitiva per tale veicolo, ovvero il semicingolato citato in apertura. Il veicolo venne adottato presto dalle forze armate tedesche: capace di trainare carichi da 12 tonnellate e di buone prestazioni, con i 12 serventi che potevano trovare posto assieme al pilota, esso venne impiegato ampiamente per le esigenze dell'artiglieria, specie quella pesante campale, rivelandosi estremamente utile.
La struttura, con un cabinato telato su 3 file di posti, motore e muso "da autocarro" con tanto di volante, e treno cingolato con ruote sfalsate, era la stessa che si ritrovava nei veicoli più piccoli, anche se qui le dimensioni erano ben maggiori. Un modello ebbe nella parte posteriore un cannone da 88 contraereo, impiegato in Francia nel 1940 ma poi sparito dalla linea. La presenza di tali mezzi alla fine del 1942 era di circa 1614 unità, e all'epoca venivano ancora prodotte sia dalla Daimler-Benz che dalla Krupp. Un modello a cassone aperto, da carico, era l'HK 1601, prodotto in pochi esemplari attorno al 1944. Nel dopoguerra vari eserciti continuarono ad usarlo, incluso quello cecoslovacco, anche perché la Skoda ad un certo punto ne intraprese la costruzione sotto occupazione tedesca.